# Priorvespa quadrata
Priorvespa quadrata är en getingart som beskrevs av Carpenter 1990. Priorvespa quadrata ingår i släktet Priorvespa och familjen getingar. Inga underarter finns listade i Catalogue of Life.